# Walka o treść
Walka o treść (właśc. Walka o treść. Studia z literackiej teorii poznania) – książka autorstwa Karola Irzykowskiego, która ukazała się w Warszawie w maju 1929 r. nakładem Księgarni F. Hoesicka.
Tom składa się z dwóch części. W pierwszym, zatytułowanym Zdobnictwo w poezji, Irzykowski dokonał krytycznej analizy poezji awangardowej (zwłaszcza T. Peipera). Część druga, pt. Treść i forma, stanowi polemikę z teorią czystej formy S.I. Witkiewicza.
Część I – jako Zdobnictwo w poezji. Rzecz o metaforze – ukazała się uprzednio w piśmie "Museion" (1913, z. XI, XII).